# ماریوس پونتمرسی
ماریوس (به فرانسوی: Marius) شخصیت خیالی در رمان فرانسوی بینوایان اثر ویکتور هوگو است که در اقتباس‌های بسیاری از داستان‌ها برای تئاتر، فیلم، و تلویزیون حضور دارد.

## زندگی
ماریوس پونتمرسی یک جوان دانشجوی حقوق با روابط آزاد دوستانه در ABC. پدر او سرهنگ ارتش ناپلئون بوده است و پدربزرگ او، سلطنت طلب است. این اختلاف باعث شده است پدربزرگ ماریوس دیدار ماریوس و پدرش را قدغن کند. سرهنگ پون‌مرسی هنگام‌مرگ تقاضای دیدار ماریوس را می‌کند. ولی ماریوس دیر می‌رسد. ولی پس از آشنایی با تفکرات پدرش که برخلاف حرف‌های پدربررگش، شخصیت محمبوبی داشته است، پیرو راه او می‌شود. پس از این که پدربزرگش متوجه علایق ماریوس می‌شود، او را از خانه طرد می‌کند. ماریوس که در این‌هنگام بسیار فقیر است، دلباخته کوزت می‌شود. ولی صحبتی با او نمی‌کند و حتی نامش را هم‌نمی‌داند. همسایگی خانه فقیرانه ماریوس، همسایه‌ای که نام ژاندرت زندگی می‌کند که با گدایی از متمولان زندگی می‌کنند. روزی تصادفاً والژان و کوزت به خانه ژاندرت‌ها برای کمک می‌آیند. ژاندرت که والژان را شناخته است تصمیم به اخاذی از او می‌گیرد. ماریوس جریان را به بازرس پلیس، ژاور خبر می‌دهد. در هنگام درگیری، ماریوس می‌فهمد ژاندرت، همان تناردیه، نجات‌دهنده پدرش در نبرد واترلو است. اپونین، دختر تناردیه که عشق یک‌طرفه‌ای به ماریوس دارد، آدرس کوزت را برای او پیدا می‌کند. ماریوس مرتب به ملاقات کوزت می‌رود تا زمانی‌که والژان‌منزلش را عوض می‌کند. پس از آن ماریوس به مبارزات انقلابیون‌ملحق می‌شود. در انتهای مبارزه، بیهوش شده و توسط والژان که به سنگر آمده بوده است، نجات پیدا می‌کند. در نهایت با کوزت ازدواج می‌کند.